# Резня в Мо Со
Резня в Мо Со, также известная как резня в канун Рождества , — это бойня, произошедшая во второй половине дня 24 декабря 2021 года в городке Хпрусо, расположенном в штате Кая в Мьянме. Во время бойни военнослужащие армии Мьянмы убили и сожгли более 40 человек в своих автомобилях. Войска сначала вступили в бой с Кареннскими пограничными войсками (KBGF), в результате которого погибли четыре солдата KBGF, а затем обыскали жертв и их имущество. На следующее утро представители Сил обороны народов каренни (KNDF) видели, как жертв сожгли в их автомобилях и собственности. Двое сотрудников Save the Children пропали без вести во время инцидента, позже было подтверждено, что они погибли. 27 декабря представители KNDF сообщили, что во время бойни пропали без вести 13 местных жителей, в том числе восемь сотрудников автозаправочной станции.
Инцидент был встречен международным осуждением со стороны Организации Объединённых Наций, организации Save the Children и посольства США в Мьянме .

## Инцидент
Представители KNDF заявили, что более ста солдат из 66-й лёгкой пехотной дивизии армии Мьянмы, которые двигались из Демосо в Хпрусо, участвовали в боях с силами Кареннийской армии и KNDF. Вооружённые силы армии Мьянмы застрелили четырёх солдат пограничной службы Каренни, они связали их и позже попытались помешать им войти в это место. Вооружённые силы армии Мьянмы пытали и арестовывали лиц, проживающих в этом районе. Их также ограбили. Командир бригады 4-й бригады Сил обороны народов каренни (KNDF) к 04:30 UTC (11:00 MYT) 24 декабря заметил огонь по машинам на месте происшествия, но не видел обгоревших тел, поскольку пожар ещё продолжался. Представители KNDF не смогли посетить место происшествия до утра следующего дня из-за страха перед военной хунтой в этом районе. При анализе места происшествия они обнаружили, что тела жертв обгорели до неузнаваемости; либо обратились в пепел. Был найден палец маленького ребёнка, предположительно, около пяти лет или младше. Обрывки одежды были разбросаны по месту происшествия. Военнослужащие видели на месте происшествия разные вещи, принадлежащие пострадавшим, и сообщали, что пострадавшие покидали этот район только из-за происходящих там военных столкновений. Два человека из Save the Children, которые занимались гуманитарной деятельностью, пропали без вести после того, как оказались втянутыми в инцидент. По данным агентства, их автомобили были сожжены.
К 27 декабря представители KNDF отметили, что на месте инцидента пропало более 13 человек, в том числе восемь человек из Лойкау, которые работали на заправочной станции, и ещё трое, которые предположительно находились на проезжей части, где произошла резня. По их словам, военная хунта Мьянмы также была признана главным виновником этой катастрофы. Правозащитная группа Каренни насчитала 27 черепов жертв на месте происшествия и также полагала, что ещё множество останков не были обнаружены. Также было обнаружено, что были разграблены три больших грузовика, три небольших автомобиля, два трактора и пять мотоциклов, в которых находились запасы еды, лекарств и бензина.
Между тем, согласно заявлению Мьянмы, их солдаты убили неизвестное количество людей на семи машинах, прибывших из Кваингнгана и утверждавших, что они расстреляли солдат до того, как они были «схвачены мёртвыми». Солдаты также называли пострадавших «террористами с оружием». Они сообщили, что в этих машинах находились «новобранцы для подготовки террористов». Однако представители KNDF отметили, что это были жители деревни, а не лица с огнестрельным оружием.